# Marcel Kaupp

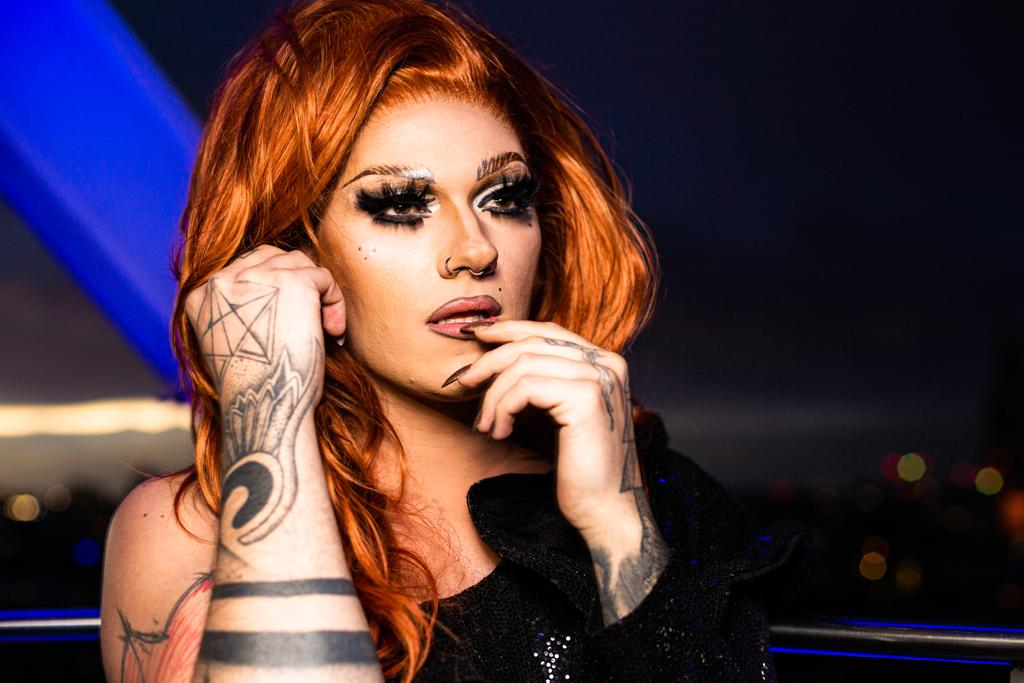
Kaupp als Drag Queen Marcella Rockefeller

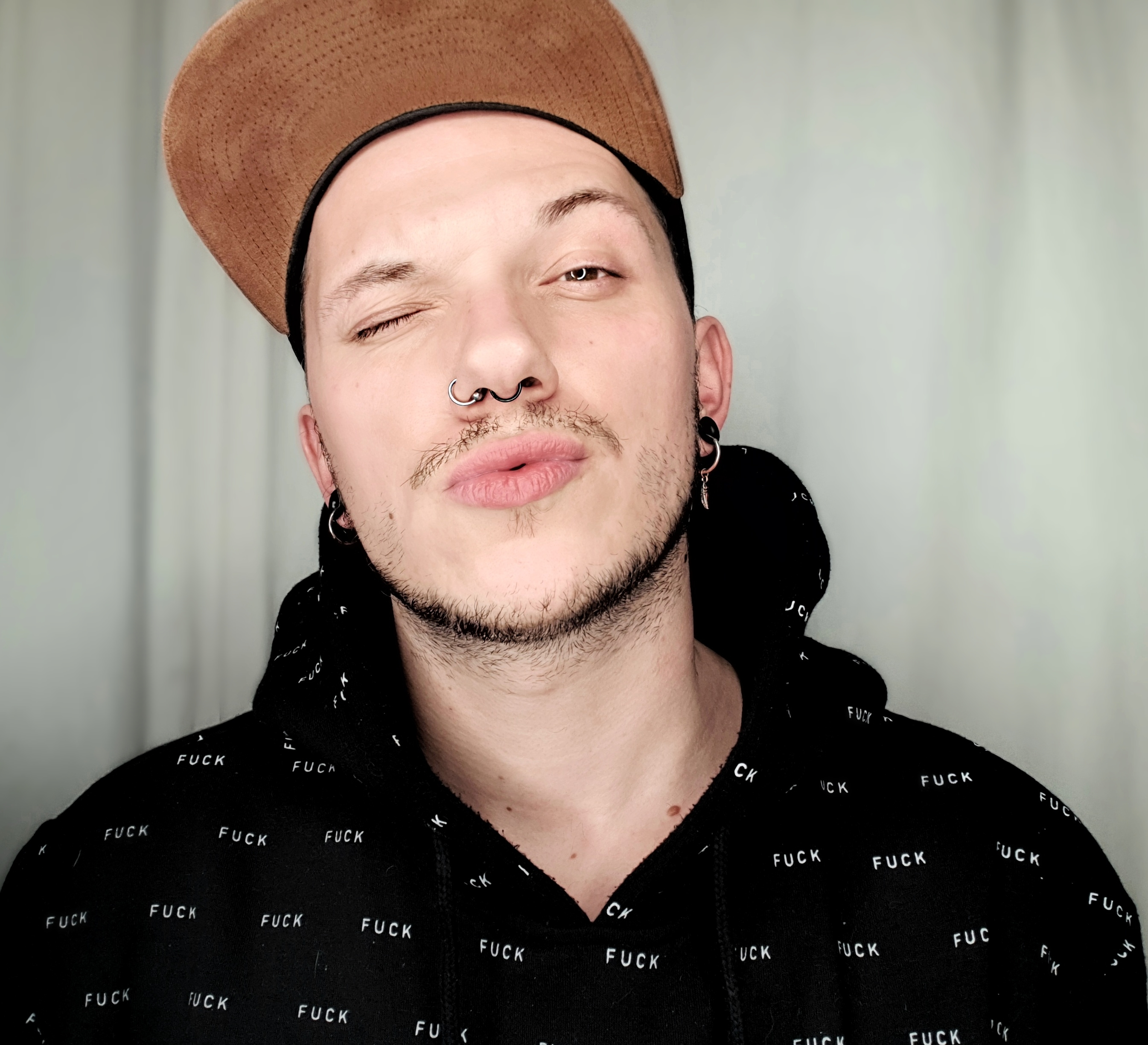
Marcel Kaupp, "Out of Drag", 2020

Marcel Kaupp (* 25. April 1988 in Miltenberg) ist ein deutscher Sänger. 2014 gewann er die achte Staffel von Das Supertalent.
Unter dem Künstlernamen Marcella Rockefeller (früher auch Marcella Rockafella) ist er bekannt als Dragkünstler.

## Werdegang
Als ältester von insgesamt vier Brüdern verbrachte Marcel Kaupp seine ersten Lebensjahre in seinem Geburtsort, dem unterfränkischen Miltenberg. Seine Kind- und Jugendzeit verbrachte er aber in den Kahlgrundorten Daxberg und Hohl. Er absolvierte in Bessenbach eine Ausbildung zum Friseur und zog später nach Köln. Erste Auftritte als Travestie-Künstler hatte Kaupp unter seinem ursprünglichen Künstlernamen „Leonie Lickit“.
2010 trat er erstmals als Lady-Gaga-Imitator mit dem Lied Poker Face bei Das Supertalent in Erscheinung. Mit zwei Ja-Stimmen schaffte er es eine Runde weiter, entschied sich jedoch dafür freiwillig auszusteigen. Nach seinem Supertalent-Auftritt änderte er seinen Künstlernamen in „Marcella Rockafella“, unter dem er mit dem Produzenten Oliver deVille die Single Forbidden Games veröffentlichte. Danach änderte er die Schreibweise seines Künstlernamens auf den seitdem gebräuchlichen „Marcella Rockefeller“.
2014 nahm Kaupp erneut an Das Supertalent teil. Unter seiner Dragqueen-Kunstfigur Marcella Rockefeller trat er zunächst als ein Conchita-Wurst-Double auf und präsentierte der Jury den Eurovision Song Contest-Gewinnertitel Rise Like a Phoenix. Die Jury vergab vier Ja-Stimmen. Da Dieter Bohlen den Wunsch äußerte, ihn auch nochmal als Marcel Kaupp auf der Showbühne zu sehen, trat er abgeschminkt mit einer Akustik-Version von Titanium erneut auf. Im Finale sang er zunächst als Marcella Rockefeller One Moment in Time von Whitney Houston und beendete das Lied als Marcel, indem er die künstlichen Wimpern und die Perücke entfernte. Während des Auftritts trug er ein vom Juror Guido Maria Kretschmer geschneidertes Kleid. Mit 24,41 Prozent konnte Marcel Kaupp das Zuschauervoting für sich entscheiden und gewann Das Supertalent 2014. Er erhielt eine Siegprämie von 100.000 Euro und einen Vertrag für einen Auftritt in Las Vegas.
Im September 2015 veröffentlichte er seine zweite Single Schlafen kann ich, wenn ich tot bin!
Bis 2019 trat Kaupp auf vielen CSDs in Deutschland, Schweiz und Amsterdam auf und war oft im Drag-Nachtleben in Köln anzutreffen. Außerdem betreibt er mit seiner Kollegin Laila Licious den Podcast Abgeschminkt!
Am 17. Januar 2020 veröffentlichte Marcella Rockefeller in Zusammenarbeit mit Rosenstolz-Bandmitglied und Produzent Peter Plate die Single Der größte Trick. Im April folgte die Single Blauer Sonntag, ebenfalls beim Label Milchmusik von Plate. Zum Sommer hin veröffentlichte Rockefeller zusammen mit dem Sänger FASO die LGBTQIA+-Sommerhymne Heller, und es folgte ein Auftritt bei  Die CSD Comedy Party (SWR). Beim ZDF-Fernsehgarten trat Marcella als erste Dragqueen auf und nach dem Re-Release mit Schlagerikone Ross Antony im Oktober trat das Trio bei der Abschiedsshow des MDR Die Große Show der langen Beine auf.
Seit Mitte 2020 steht Marcella Rockefeller bei Milchmusik unter Vertrag. Das Label wurde von Plate, Sommer und Joshua Lange gegründet und ist für das Management und die Produktion zuständig. Am 1. Dezember 2020 veröffentlichte Peter Plate zusammen mit Marcella eine Neuauflage des Rosenstolz-Klassikers Ich hab genauso Angst wie du als Benefiz-Single zugunsten der Aidshilfe. In dem emotionalen Video, in dem auch Dragqueen Bambi Mercury zu sehen ist, machen sie auf das Thema Hass, Stigmatisierung und Diskriminierung homosexueller Menschen aufmerksam. Am 1. Januar 2021 kam die Single Sidekick mit dem DJ-Trio Bangerz aus Berlin heraus und am 19. März 2021 folgte die Veröffentlichung des Debütalbums Anders als geplant – Marcella singt Plate & Sommer.
Mit der Veröffentlichung der Single "Original" zeigen Plate und Rockefeller, dass sie auch fernab von Coversongs perfekt zusammen harmonieren. Eine Hommage an die Menschen, die immer an einen geglaubt haben, aber heute nicht mehr auf der Erde sind. Es folgten Auftritte beim ARD-Morgenmagazin, bei Pierre M. Krause und erneut im ZDF-Fernsehgarten. Im Herbst folgte dann die erste Tour mit Live-Band.
Im Februar 2022 erschien eine Coverversion des Rosenstolz-Songs Liebe ist alles von Rockefeller gemeinsam mit Lucy Diakovska. In der Veröffentlichungswoche erreichte der von Kritikern gelobte Song Platz eins der iTunes Schlagercharts.

## Diskografie
Album
- 2021: Anders als geplant – Marcella singt Plate & Sommer

Singles
- 2010: Forbidden Games
- 2015: Schlafen kann ich, wenn ich tot bin!
- 2020: Der Größte Trick
- 2020: Blauer Sonntag
- 2020: Heller (High Heels) –  mit Faso
- 2020: Heller (High Heels) – mit Ross Antony & Faso
- 2020: Ich hab genauso Angst wie du
- 2021: Sidekick
- 2021: Original
- 2021: Schüchtern ist mein Glück
- 2021: Die Liebe kennt mich nicht
- 2021: Ich bin Ich (Bangerz Remix)
- 2022: Liebe ist alles – feat. Lucy Diakovska
- 2022: Liebes Universum (Ku’damm 56 – Das Musical O.S.T.)
- 2022: Blau Grau Grüne Augen– mit Cat Ballou
- 2024: Liebe ist kein Einzelfall

Samplerbeiträge
- 2014: Rise Like a Phoenix (auf dem Sampler Supertalent 2014 – Magic Moments)
- 2014: One Moment in Time (auf dem Sampler Supertalent 2014 – Magic Moments)